# Kaoru Ishikawa
Kaoru Ishikawa (石川 馨 Ishikawa Kaoru) (Tóquio, 13 de julho de 1915 — 16 de abril de 1989) foi um engenheiro japonês de controle de qualidade, teórico da administração das companhias japonesas.

## Biografia
Kaoru Ishikawa (1915-1989), nascido em Tóquio, o mais velho dos oito filhos de Ichiro Ishikawa. Educado em uma família com extensa tradição industrial, graduou-se em Química na Universidade de Tóquio em 1939. De 1939 a 1941 trabalhou no exército como técnico naval, então foi trabalhar na “Nissan Liquid Fuel Company” até 1947. Exerceu também a o ensino na área de Engenharia na mesma Universidade em que se formou. Em 1949, Ishikawa entrou para a União Japonesa de Cientistas e Engenheiros (JUSE), um grupo de pesquisa de controle de qualidade.
Ishikawa aprendeu os princípios do controle estatístico da qualidade desenvolvido por americanos. Kaoru traduziu, integrou e expandiu os conceitos de gerenciamento do Dr. William Edwards Deming e do Dr. Joseph Moses Juran para o sistema japonês.
Talvez a contribuição mais importante de Ishikawa foi seu papel chave no desenvolvimento de uma estratégia especificamente japonesa da qualidade. A característica japonesa é a ampla participação na qualidade, não somente de cima para baixo dentro da organização, mas igualmente começa e termina no ciclo de vida de produto. No final dos anos 1950 e no início dos anos 1960, Ishikawa desenvolveu cursos do controle da qualidade para executivos e gerentes. Igualmente ajudou o lançamento da Conferência Anual do Controle da Qualidade para gerência, diretores em 1963.
Em conjunto com a JUSE, em 1962, Ishikawa introduziu o conceito de Círculo de Qualidade. Em 1943, viria o Diagrama de Causa-e-Efeito, também conhecido como Diagrama de Ishikawa. A melhor contribuição do Diagrama de Ishikawa: forneceu uma ferramenta poderosa que facilmente pudesse ser usada por não-especialistas para analisar e resolver problemas.
Com seu diagrama de causa e efeito, este líder da gerência fez avanços significativos na melhoria de qualidade. Os diagramas de Ishikawa são úteis como ferramentas sistemáticas para encontrar, classificar e documentar as causas da variação da qualidade na produção e organizar a relação mútua entre eles. Como tal, enfatiza uma comunicação aberta do grupo como crítica à construção dos diagramas Dr. W. Edwards Deming, um dos colegas de Ishikawa, adotou este diagrama e usou-o para ensinar o controle de qualidade no Japão. Ishikawa e Deming usaram este diagrama como um as primeiras ferramentas no processo da gerência de qualidade.
Kaoru Ishikawa quis mudar a maneira das pessoas pensarem a respeito dos processos de qualidade. Para Ishikawa, “a qualidade é uma revolução da própria filosofia administrativa, exigindo uma mudança de mentalidade de todos os integrantes da organização, principalmente da alta cúpula”. Sua noção do controle empresarial da qualidade era voltada ao atendimento pós-venda. Isto significa que um cliente continuaria a receber o serviço mesmo depois de receber o produto. Este serviço se estenderia através da companhia em todos os níveis hierárquicos e até mesmo no cotidiano das pessoas envolvidas. De acordo com Ishikawa, a melhoria de qualidade é um processo contínuo, e sempre pode ser aperfeiçoada.
Ishikawa mostrou a importância das sete ferramentas da qualidade:
- Diagrama de Pareto
- Diagrama de causa e efeito
- Histograma
- Folhas de verificação
- Gráficos de dispersão
- Fluxograma
- Cartas de Controle.

Acreditou na importância da sustentação e da liderança. Outra área da melhoria de qualidade que Ishikawa enfatiza é qualidade duradoura de um produto - não apenas durante a produção. Embora acreditasse fortemente em criar padrões, sentiu que os padrões eram como programas de melhoria contínuos da qualidade: devem constantemente ser avaliados e renovados. Os padrões não são a fonte final de tomada de decisão e sim a satisfação do cliente. Queria que os gerentes encontrassem as necessidades do consumidor, e a partir dessas, tomar decisões. Durante toda sua carreira, Ishikawa trabalhou em assuntos muito práticos, mas sempre dentro de uma estrutura filosófica maior. Em seu sentido mais amplo, o trabalho de Ishikawa foi produzir o que chamou ideias novas da “revolução do pensamento” sobre a qualidade que poderia revitalizar a indústria. A ampla aceitação de muitas ideias de Ishikawa - e das numerosas honras que recebeu em torno do mundo mostra como sua revolução foi bem-sucedida.
Frases do pensador: "Praticar um bom controle de qualidade é desenvolver, projetar, produzir e comercializar um produto de qualidade que é mais econômico, mais útil e sempre satisfatório para o consumidor". (Ishikawa)
"O controle de qualidade começa com a educação e termina com a educação. Para promover o Controle de Qualidade com a participação de todos, a educação em controle de qualidade precisa ser dada a todos os empregados, do presidente aos operários na linha de montagem". (Ishikawa)

## Publicações
- Ishikawa, Kaoru (1968). Guide to Quality Control. Tokyo: Asian Productivity Organization
- Ishikawa, Kaoru (1980) [original Japanese ed. 1970]. QC Circle Koryo : General Principles of the QC Circle. Tokyo: QC Circle Headquarters, Union of Japanese Scientists and Engineers
- Ishikawa, Kaoru (1985). How to Operate QC Circle Activities. Tokyo: QC Circle Headquarters, Union of Japanese Scientists and Engineers
- Ishikawa, Kaoru (1985) [First published in Japanese 1981]. What is Total Quality Control? The Japanese Way [Originally titled: TQC towa Nanika—Nipponteki Hinshitsu Kanri]. D. J. Lu (trans.). New Jersey: Prentice Hall. ISBN 0-13-952433-9
- Ishikawa, Kaoru (1990). Introduction to Quality Control. J. H. Loftus (trans.). Tokyo: 3A Corporation. ISBN 4-906224-61-X. OCLC 61341428